# 44a Mostra Internacional de Cinema de Venècia
La 44a Mostra Internacional de Cinema de Venècia es va celebrar entre el 29 d'agost i el 9 de setembre de 1987.

## Jurat
El jurat de l'edició de la Mostra de 1987 era format per:
- Irene Papas (presidenta) (Grècia)[4]
- Sabine Azéma (França)
- John Bailey (EUA)
- Anja Breien (Noruega)
- Beatriz Guido (Argentina)
- Carlo Lizzani (Itàlia)
- Károly Makk (Hongria)
- Serguei Soloviov (URSS)
- Vittorio Storaro (Itàlia)
- Ana Carolina (Brasil)
- Michael York (GB)
- Regina Ziegler (Alemanya)

## Selecció oficial

### En competició
| Títol original               | Director(s)              | País de producció |
| ---------------------------- | ------------------------ | ----------------- |
| Au revoir les enfants        | Louis Malle              | França/ RFA       |
| Un ragazzo di Calabria       | Luigi Comencini          | Itàlia            |
| Comédie !                    | Jacques Doillon          | França            |
| Le sourd dans la ville       | Mireille Dansereau       | Canadà            |
| Divinas palabras             | José Luis García Sánchez | Espanya           |
| La vallée fantôme            | Alain Tanner             | Suïssa            |
| Gli occhiali d'oro           | Giuliano Montaldo        | Itàlia            |
| Hip Hip Hurrah!              | Kjell Grede              | Suècia            |
| House of Games               | David Mamet              | Estats Units      |
| Si le soleil ne revenait pas | Claude Goretta           | França/ Suïssa    |
| Lunga vita alla signora!     | Ermanno Olmi             | Itàlia            |
| Made in Heaven               | Alan Rudolph             | Estats Units      |
| Maurice                      | James Ivory              | Regne Unit        |
| Anayurt Oteli                | Ömer Kavur               | Turquia           |
| O Desejado                   | Paulo Rocha              | Portugal          |
| Oridathu                     | G. Aravindan             | Índia             |
| Plyumbum, ili Opasnaya igra  | Vadim Abdraxitov         | Unió Soviètica    |
| Quartiere                    | Silvano Agosti           | Itàlia            |
| Szörnyek évadja              | Miklós Jancsó            | Hongria           |
| Ssibaji                      | Im Kwon-taek             | Corea del Sud     |
| The Tale of Ruby Rose        | Roger Scholes            | Austràlia         |
| Marusa no onna               | Juzo Itami               | Japó              |
| L'Homme voilé                | Maroun Bagdadi           | França Líban      |

## Seccions autònomes

### Setmana de la Crítica del Festival de Cinema de Venècia
Les següents pel·lícules foren exhibides com en competició per a aquesta secció:
- Relação fiel e verdadeira de Margarida Gil
- Notte Italiana de Carlo Mazzacurati
- Poussière d'ange d'Edouard Niermans
- Vzlomšcik de Valerij Ogorodnikov
- Hidden City de Stephen Poliakoff
- Sierra Leone d'Uwe Schrader
- Drachenfutter d'Ian Schütte ,

## Premis
- Lleó d'Or:
  - Au revoir les enfants de Louis Malle
- Premi Especial del Jurat:
  - Hip hip hurra! de Kjell Grede
- Lleó de Plata:
  - Maurice de James Ivory
  - Lunga vita alla signora! d'Ermanno Olmi
- Premi Osella:
  - Millor guió - David Mamet (House of Games)
  - Millor fotografia - Sten Holmberg (Hip hip hurra!)
  - Millor banda sonora - Richard Robbins (Maurice)
  - Millor equip de disseny - Nanà Cecchi & Luciano Ricceri (Gli occhiali d'oro)
- Copa Volpi:
  - Millor Actor - Hugh Grant i James Wilby (Maurice)
  - Millor Actriu - Kang Soo-yeon (Ssibaji)
- Menció Honorífica:
  - Szörnyek évadja (Miklós Jancsó)
- Medalla del President del Senat Italià:
  - Plyumbum, ili Opasnaya igra (Vadim Abdraixitov)
- Lleó d'Or a la carrera:
  - Joseph L. Mankiewicz i Luigi Comencini
- Ciak d'Or
  - Millor Pel·lícula - House of Games (David Mamet)
  - Millor Actor - Bernard Giraudeau (L'homme voilé)
  - Millor Actriu - Kelly McGillis (Made in Heaven)
- Ciak d'Or Especial
  - Au revoir les enfants (Louis Malle)
- Medalla 'Commendatore al merito della Repubblica' 
  - Moritz de Hadeln
- Premi FIPRESCI 
  - Anayurt Oteli (Ömer Kavur)
  - Lunga vita alla signora! (Ermanno Olmi)
  - Setmana dels Crític - Vzlomshchik (Valeri Ogorodnikov)
- Premi OCIC 
  - Au revoir les enfants (Louis Malle)
  - Menció Honorífica - Le sourd dans la ville (Mireille Dansereau)
- Premi UNICEF 
  - Au revoir les enfants (Louis Malle)
- Premi UNESCO 
  - Drachenfutter (Jan Schütte)
- Premi Pasinetti 
  - Millor pel·lícula - House of Games (David Mamet)
  - Millor actor - Gian Maria Volontè (Un ragazzo di Calabria)
  - Millor actriu - Melita Jurisic (The Tale of Ruby Rose)[6]
- Premi Pietro Bianchi 
  - Dino Risi
- Premi Elvira Notari 
  - The Tale of Ruby Rose (Roger Scholes)[6]
- Premi Sergio Trasatti 
  - Au revoir les enfants (Louis Malle)
- Premi Cinecritica 
  - Drachenfutter (Jan Schütte)
  - House of Games (David Mamet)
- Premi de la Societat de Psicologia
  - Lunga vita alla signora! (Ermanno Olmi)